# Dicolonus pulchrum
Dicolonus pulchrum is een vliegensoort uit de familie van de roofvliegen (Asilidae). De wetenschappelijke naam van de soort is voor het eerst geldig gepubliceerd in 1975 door Adisoemarto & Wood.